# Medicine Lake (tó)
A Medicine Lake egy tó, amely nagyjából 13 km-re található Minneapolis (Minnesota) belvárosától. A tó Hennepin megyén belül található és annak második legnagyobb tava a Lake Minnetonka mögött. Halászok és vitorlás hajózók között is kedvelt. A tó legnagyobb mellékfolyója a Plymouth Creek, amely a tó nyugati részén folyik bele a Medicine Lake-be. A tó feltöltését segíti a csapadék és a környező települések csatornázási rendszere (Medicine Lake, Plymouth, New Hope, Golden Valley és Minnetonka).

## Kikapcsolódás
Medicine Lake egy fontos kikapcsolódási forrás a környéken. Három park található a partjain a French Regional Park, a West Medicine Lake Park és az East Medicine Lake Park.
Szintén kedvelt horgászok között. Található a tóban fekete törpeharcsa, pisztrángsügér, csuka, naphal, pomoxis nigromaculatus, lepomis macrochirus és ponty is.

## Limnológia

### Hidrológia
Medicine Lake általában a téli hónapokban befagy.

### Környezetvédelmi problémák

#### A víz minősége
A víz minősége 1972 óta van megfigyelés alatt. A tó egy 2016-os kutatás alapján nem éri el a MPCA által felállított elvárásokat vízminőség tekintetében. Az elmúlt 20 évben jelentősen emelkedtek a klorofill koncentrációk a Medicine Lake-ben.

### Inváziós fajok
Több inváziós faj is megjelent a tóban. Ezek közé tartozik a fűzéres süllőhínár.
2017. november 1-én vándorkagyló jelenlétét jelentette egy lakos. Ezek után a Minnesota DNR több dokkon is talált példányokat. Egy héttel az első észlelés után jelentették be hivatalosan a kagylók jelenlétét a tóban.
2018-ban a Minnesota DNR egy újabb inváziós faj (a Nitellopsis obtusa) létezését jelentette be. Az év első észlelése volt Minnesotában és mindössze a tizenkettedik az államban. Az alga körülbelül 0.06 km2-nyi területen él a tóban.